# Ур-Намму
Ур-Намму — царь Ура, царь Шумера и Аккадa, правивший приблизительно в 2112 — 2094 годах до н. э. Ур-Намму был первым представителем III династии Ура.

## Приход к власти
В те годы, когда Утухенгаль именовался царём Шумера и Аккада (ок. 2112 — 2104 годах до н. э.), Ур-Намму был его военным наместником (шаганой) в Уре. Сохранилась надпись, в которой он просит у богов долгой жизни для своего сюзерена. Каким образом военачальник Ур-Намму занял престол Утухенгаля, не вполне ясно. В Шумерском царском списке о потере Уруком власти говорится следующее: «Урук был повержен оружием (и) его престол был перенесён в Ур». Но это стандартная формула, применявшаяся в царском списке для обозначения смены династии, поэтому она ничего не говорит. Возможно, Ур-Намму был родичем Утухенгаля или, во всяком случае, земляком. Он возводил свою легендарную генеалогию к Гильгамешу, стремясь доказать свою связь с Уруком и его древним героизированным правителем. Каждый царь Ура называл себя «сыном, рождённым Нинсун», божественной матерью Гильгамеша, или «братом Гильгамеша». Лугальбанда, земной супруг Нинсун, который, подобно Гильгамешу, был обожествлён после смерти, считался мифологическим прародителем правителей Ура. Вероятно, это было больше, чем попыткой нажиться на исторической роли Урука или связать себя с династией Утухегаля. Возможно, сам Ур-Намму происходил из этого города.
Согласно гораздо более поздней копии Хроники царей Ура, переписанной учеником во времена селевкидского царя Антиоха II, к тому же очень плохо сохранившейся, Ур-Намму был женат на дочери царя Утухенгаля, которая стала матерью его сына Шульги. Вероятно, Ур-Намму занял престол после трагической гибели своего тестя, но по каким-то причинам перенёс столицу царства в Ур, где он к тому времени был уже несколько лет наместником. В пользу этой версии говорит тот факт, что в те времена Урук был резиденцией цариц — представительниц III династии Ура. В хозяйственных текстах, содержащих пометку «место царицы», речь идёт именно об этом городе. Город Утухенгаля в державе, которой правили представители III династии Ура, занимал особое положение.

## Царь Ура, царь Шумера и Аккада
После смерти Утухенгаля Ур-Намму перенял власть над Двуречьем, сделал Ур столицей этого царства. В отличие от Утухенгаля, опиравшегося в своих действиях в основном на шумеров, Ур-Намму сплотил под своей властью оба народа населявшего Южную Месопотамию, продолжив не одну шумерскую, но и аккадскую традицию.
О политическом кредо нового царя можно судить по его титулу «царь Ура, царь Шумера и Аккада», который фигурирует на печатях и в надписях, обнаруженных в самых различных городах, всюду, где Ур-Намму сооружал храмы тех или иных богов. Этот титул стал кратким словесным выражением того, что множество народностей, живших на юге Месопотамии, теперь оказались обитателями единого государства. С точки зрения географии словосочетание «Шумер и Аккад» подразумевает Северную и южную Вавилонию, а также местность в нижнем течении реки Диялы.
Надписи Ур-Намму, недатированные, были найдены в Уре, Эриду, Уруке, Лагаше, Ларсе, Адабе и Ниппуре. Из текста на пограничном камне известно, что местность, расположенная к северу от Ниппура и ставшая частью Аккада, также оказалась под властью правителя Ура. Эта надпись на пограничном камне, составленная во времена Ур-Намму посвящена его деятельности в сфере государственного устройства. В ней устанавливаются территории четырёх областей к северу от Ниппура: Шиб-таба, Абиака, Марада и, видимо, Акшака. Вероятно, все они были административно-территориальными единицами державы Ур-Намму. Раздел, посвящённый каждой из областей, заканчивается словами: «Ур-Намму закрепил поле бога такого-то за богом таким-то». Этим царь подтвердил древнее представление о том, что истинным владельцем территории города является божество. Вполне возможно, что в период правления гутиев, когда в стране царила неразбериха, эти области спорили друг с другом из-за местонахождения границ, а при Ур-Намму было проведено обследование местности, призванное разрешить данный конфликт, результаты которого были зафиксированы на пограничном камне. Границы пролегали по руслам рек и каналов, а также вдоль линий, обозначенных какими-либо значимыми объектами (например, крепостями или храмами), и подробно фиксировались. Каждая из этих столь тщательно описанных местностей, несомненно, представляла собой отдельную область, во главе которой стоял энси. Вероятно подобные инспекции делались и в других частях царства Ур-Намму.
Став верховным правителем и, видимо, припомнив старые споры по поводу территории, Ур-Намму немедленно расправился с энси Лагаша Наммахани, о чём есть упоминание в прологе к законам Ур-Намму: «Наммахани, энси Лагаша воистину он убил». Само имя лагашского правителя и его ближайших родичей стиралось с памятников, а в «Царском списке» сочинённом, вероятно, при Ур-Намму или при его сыне Шульги Лагаш был исключён из тех городов Шумера, где якобы пребывала в прошлом «предвечная царственность». Уже в первый год единовластия Ур-Намму (в год датировочной формулы «Царь Ур-Намму направил свои стопы снизу до верху», то есть от Персидского залива и, возможно, до Средиземного моря) наместником Ур-Намму в Лагаше был некий чиновник Ур-Аба, до того верховный сановник (суккаль-мах) у Наммахани.
Другая датировочная формула Ур-Намму гласит: «Сын Ур-Намму был призван жрецом-эном в Урук», следовательно, к этому времени Урук уже вошёл в состав владений нового правителя. Пролог к его законам упоминает, что «корабли Магана и Мелуххи возвращены в руки бога Нанны» — другими словами порт для индийской и аравийской торговли, весьма прибыльного занятия, был перенесён из Лагаша обратно в Ур.
Как далеко распространялась власть Ур-Намму сказать трудно. В Телль-Браке, что в верхнем течении реки Хабур, над руинами «дворца» Нарам-Суэна были найдены следы такого же обширного строения, датируемого периодом правления III династии Ура. Там же был обнаружен фрагмент таблички с именем Ур-Намму.
Ур-Намму строил управление государством по образу Нарам-Суэна. По-видимому, уже во времена Ур-Намму энси становятся лишь назначаемыми царём губернаторами. Исключение составляли лишь окраинные земли, где сохранялись иногда местные правительственные династии, хотя и подчинённые Уру, а также священный город Ниппур, где правили наследственные энси.

## Строительная деятельность Ур-Намму
Одним из наиболее выдающихся достижений Ур-Намму, производящих особое впечатление на потомков, стали результаты его строительной деятельности. На протяжении всего своего правления этот царь занимался обновлением старых общественных зданий и сооружений, и возведением новых. Храмы и связанные с ними отдельно стоящие постройки нуждались в постоянном ремонте, так как, подобно всем остальным сооружениям в Двуречье, были построены из кирпича-сырца, сильно подверженному погодному воздействию и быстро изнашивающегося. Ремонтные работы в таких крупных сооружениях, как храмовые комплексы, были приоритетной задачей, но на них требовались огромные средства, поэтому позволить себе их могли только сильные правители. Из-за этого в период господства гутиев многие храмы оказались в состоянии упадка.
Ур-Намму заново отстроил стены города Ура (о чём повествует его датировочная формула), видимо, разрушенные во время господства гутиев. Также он начал строить знаменитый зиккурат в Уре, но до завершения его строительства не дожил. Он был достроен его сыном Шульги. Об этом свидетельствует найденный в его основании закладной цилиндр с надписями последнего вавилонского царя, Набонида, которые гласят:

«Я, Набонид, царь Вавилона… зиккурат Эгишширгаль [то есть Эгишнугаль — храм бога Нанны] в Уре, который царь Ур-Намму до меня строил, но до конца не довёл, Шульги, его сын, закончил. Из надписей Ур-Намму и его сына Шульги я узнал, что Ур-Намму строил этот зиккурат, но не довёл строительство до конца и что Шульги, его сын, закончил работы. Теперь зиккурат стал ветхим. Над старым фундаментом, на котором строили Ур-Намму и его сын Шульги, я соорудил зиккурат, мощный, как в давние времена…»
Зиккурат выстроен из адобов (сырцового кирпича) и покрыт сверху панцирем из обожжённого кирпича, скреплённого раствором битума. Толщина кирпичного панциря два с половиной метра. Основание зиккурата Ур-Намму — шестьдесят один на сорок шесть метров. Прежде он состоял по меньшей мере из трёх ярусов, или этажей, но уцелел лишь первый и часть второго. Высота зиккурата сейчас — почти 18 метров. Однако вся его огромная масса создаёт впечатление лёгкости и изящества благодаря своим совершенным пропорциям и слегка закруглённым линиям. Зиккурат Ур-Намму — один из немногих уцелевших до наших дней свидетелей далёкого прошлого.
Найденная при раскопках в Уруке каменная табличка, положенная в фундамент при закладке храма гласит, что Ур-Намму воздвиг храм Нанна в этом городе: «Во славу владыки своего Нанна, славнейшего из сыновей Энлиля, могучий муж Ур-Намму, правитель Урука, царь Ура, царь Шумера и Аккада, воздвиг Этеменигуру, возлюбленный им храм.» О строительстве храма Нанны упоминает и датировочная формула: «Год, в котором построен храм Нанны»
Кирпичи с печатью Ур-Намму найдены также в Эреду, Ниппуре и Умме. Эреду, священный город бога Энки, интересовал его как один из главных религиозных центров страны и как важный морской порт. Канал от Ура до Эреду, вырытый по приказу царя, служил не только для орошения возделываемых земель — это был кратчайший и наиболее удобный путь, связывающий столицу с Персидским заливом. В Ниппуре Ур-Намму начинает работы по восстановлению Экура, храма верховного бога шумерского пантеона Энлиля, о чём говорит Туммальская надпись и датировочная формула «Год, в котором был построен храм Энлиля». Не была забыта и Нинлиль, божественная супруга Энлиля («Год, в котором изготовили колесницу Нинлиль»). Этим он обеспечивает себе расположение и поддержку учёных жрецов.
При Ур-Намму была восстановлена старая ирригационная сеть, сильно запущенная в годы правления гутиев и их ставленников, а также был вырыт целый ряд новых оросительных каналов в Уре, Ниппуре, Эреду, Лагаше и других городах. Они служили артериями, по которым жизненно важная вода попадала на поля, а также, наряду с реками, основными путями сообщения. Перевозка всех тяжёлых грузов и войск осуществлялась по воде, с помощью лодок.

## Искусство
Среди содержимого ларца Ур-Намму в основании храма Инанны в Ниппуре была обнаружена более чем тридцатисантиметровая статуэтка человека, несущего корзину со строительным материалом. По мнению некоторых учёных, это изображение самого Ур-Намму, который, как и Гудеа, традиционно принимал участие в строительстве храмов.
Одним из лучших образцов скульптуры того времени стала стела Ур-Намму, найденная на руинах храма Нанны в Уре. На ней изображена так называемая сцена представления, которая впоследствии постоянно повторялась на цилиндрических печатях. Божество-покровитель представляет царя и просит за него одного из верховных богов, сидящего на троне. Этот памятник свидетельствует о том, что искусство резьбы по камню достигло нового уровня своего развития, однако по сравнению с искусством, характерным для аккадского периода, ему не хватает творческой новизны и разнообразия используемых мотивов.
Ур-Намму и его преемники стали излюбленными персонажами шумерских авторов. Так, в «Путешествии Ур-Намму в загробный мир» описывается прибытие покойного правителя в «землю без возврата», где он располагает к себе божеств подземного мира, включая Гильгамеша, сделав им роскошные подарки. Тогда же появился новый литературный жанр — царский гимн.

## Законы Ур-Намму
Ур-Намму издал судебник, от которого сохранились лишь фрагменты. Правда, некоторые историки относят составление этого законодательства ко времени правления не Ур-Намму, а его сына Шульги (хотя имя Ур-Намму упоминается в тексте несколько раз, а Шульги — ни разу; также нужно учесть, что одна из датировочных формул Ур-Намму гласит: «Год, когда Ур-Намму установил правосудие в стране»). Также, возможно, что оба царя принимали участие в судебных реформах — Ур-Намму положил этому основу, а Шульги — привёл законодательство к окончательному виду.
Этот сборник законов — древнейший из обнаруженных в настоящее время. Правовой кодекс Ур-Намму был первоначально, вне всякого сомнения, выбит на каменной стеле, подобно той, на котором тремя столетиями позже были начертаны законы Хаммурапи. Но сегодня найдена не оригинальная стела и даже не современная её копия, а очень плохо сохранившиеся глиняные таблички, изготовленные несколько веков спустя (в старовавилонский период). Первоначально была найдена табличка в Ниппуре. Текст на ней был поделён древним писцом на восемь колонок, четыре на лицевой стороне и четыре на оборотной. Каждая колонка содержала около сорока пяти небольших регулярных абзацев, из которых поддаются прочтению менее половины. Полному прочтению поддались только пять параграфов законов. Оборотная сторона содержит длинный пролог, понятный только частично, так как весь текст покрыт многочисленными трещинами. Позднее были найдены фрагменты табличек с законами Ур-Намму в Уре и Сиппаре. Благодаря сложению всех пяти фрагментов этих табличек удалось прочесть почти 40 из, видимо, 57 законов, которые включал текст.
По крайней мере некоторые преступления, такие как нанесение физических увечий, не каралось смертью или калечением, как в более поздних законах Хаммурапи или еврейском законе. Виновник должен был заплатить пострадавшему компенсацию серебром, вес которого зависел от тяжести преступления. Это говорит о довольно гуманном и цивилизованном обществе времени III династии Ура.
Из пролога законов становится известно, что Ур-Намму реорганизовал армию и налоговую систему, он покончил с рядом наиболее характерных бюрократических злоупотреблений, он следил за тем, чтобы «сироте не пришлось просить у богатого», «вдове не пришлось просить у власть имущего», «человеку с одним шекелем (сиклем) не пришлось просить у человека с одной миной (60 шекелей)». Ур-Намму урегулировал систему весов и мер, чтобы обеспечить честность на рынках:

«Он сделал бронзовую меру в 1 ка (0,84 л), гирю в одну мину (496 г) он утвердил, гирю в один шекель (8,3 г) он утвердил (по отношению к) мине».

## Смерть Ур-Намму
Ур-Намму правил 18 лет, включая те 7 лет, когда он был наместником Утухенгаля в Уре. Исходя из утверждения текста на одной надписи, что «его бросили на поле сражения, как разбитый сосуд», Ур-Намму, вероятно, погиб в битве с гутиями, которые, несмотря на убедительную победу Утухегаля, да и победу над ними самого Ур-Намму (о чём говорит его датировочная формула), продолжали досаждать Шумеру в течение всего периода правления III династии Ура.

## Список датировочных формул Ур-Намму
Стела дошла до нас в сильно разрушенном виде. Уцелели лишь осколки этой плиты из белого известняка, а первоначально она достигала 3 м в высоту и 1,5 м в ширину. Стела была разделена на пять горизонтальных рядов. Верхний ряд представляет собой горельеф, изображающий (символически) солнце и луну. Ниже царь Ур-Намму обращается с молитвой к небесам, а оттуда к нему спешат крылатые люди с сосудами в руках, полными «воды жизни». Следующие три ряда стелы посвящены строительству зиккурата. Ур-Намму представлен здесь дважды: на первом горельефе он стоит, повернувшись вправо, перед сидящим богом Нанной и совершает возлияния — наливает воду в высокий кувшин; на втором — Ур-Намму делает то же самое, стоя перед женой Нанны, богиней Нингаль, но повернувшись влево. Эта сцена, по-видимому, отражает тот момент, когда боги побуждают царя строить храм.
В следующем ряду можно различить только царя, несущего на плечах корзину со строительными инструментами. Ему помогает идущий сзади слуга. Ещё ниже мы видим лестницу.
Сохранилось 17 названий годов из 18 лет правления Ур-Намму, но порядок их следования друг за другом точно установить не представляется возможным, за исключением первого года когда он стал царём.
|                            | |
| 1 год 2112 / 2111 до н. э. | Год, когда Ур-Намму [стал] царём mu ur-dnammu lugal |
| b                          | Год, когда царь Ур-Намму направил свои стопы снизу до верху mu ur-dnammu lugal-e sig-ta igi-nim-sze3 gir3 si bi2-sa2-a                                         |
| c                          | Год, когда Ур-Намму установил правосудие в стране mu ur-dnammu ni3-si-sa2 kalam-ma mu-ni-gar                                                                   |
| d                          | Год, когда сын царя Ур-Намму был выбран по предзнаменованию жрецом (эном) храма Инанны в Уруке mu en-dinanna unugki-a dumu ur-dnammu lugal-a masz-e ba-pad3-da |
| e                          | Год, в котором построены стены города Ур mu bad3 ur2iki ba-du3-a                                                                                               |
| f                          | Год, в котором царь получил царствование над Ниппуром mu lugal-e nibruki-ta nam-lugal szu ba-ti-a                                                              |
| g                          | Год, в котором построен храм Нанны mu e2-dnanna ba-du3-a |
| h                          | Год, в котором жрица (en-priestess) Нанны была избрана по предзнаменованию mu en-dnanna masz-e ba-pad3-da                                                      |
| i                          | Год, когда был вырыт канал «А-Нинту» (букв. «Воды Нинту») mu id2-a-dnin-tu ba-al                                                                               |
| j                          | Год, когда верховная жрица Ишкура была избрана по предзнаменованию mu nin-dingir-diszkur masz-e pad3-da                                                        |
| k                          | Год, когда был разрушен Гутиум (то есть гутии) mu gu-ti-umki ba-hul                                                                                            |
| l                          | Год, в котором был построен храм Нинсун в городе Ур mu e2-dnin-sun2 ur2iki-a ba-du3-a                                                                          |
| m                          | Год, в котором был построен храм Энлиля mu e2-den-lil2-la2 ba-du3-a                                                                                            |
| n                          | Год, в котором был вырыт канал «Эн-эрин-нун» Cros, NFT AO 4308 mu id2-en-erin2-nun ba-ba-al-la                                                                 |
| o                          | Год, в котором изготовили колесницу Нинлиль mu giszgigir dnin-lil2 ba-dim2-ma                                                                                  |
| p                          | Год, когда бог Лугаль-Багара был доставлен в свой храм BM 17822, 20776 mu dlugal-ba-gara2 e2-a-na ku4-ra                                                       |
| q                          | Год после года, когда бог Лугаль-Багара был доставлен в свой храм U 8846 mu dlugal-ba-gara2 e2-a ku4-ra us2-sa                                                 |

| III династия Ура           |                                                                         |                  |
| Предшественник: Утухенгаль | царь Ура, царь Шумера и Аккада ок. 2112 — 2094 до н. э. (правил 18 лет) | Преемник: Шульги |